# Локхарт Стедіум
«Локхарт Стедіум» (англ. Lockhart Stadium) — футбольний стадіон у місті Форт-Лодердейл, Флорида, США, домашня арена ФК «Форт-Лодердейл Страйкерз».
Стадіон побудований та відкритий 1959 року як багатофункціональна арена. У ході реконструкції 1998 року переобладнаний на футбольний.
Протягом 1997–2001 років на арені домашні матчі приймав футбольний клуб з МЛС «Маямі Ф'южн».